# Nova vas, Miren - Kostanjevica
Nova vas je naselje v Občini Miren - Kostanjevica.